# Prix national de la bande dessinée
Le Prix national de la bande dessinée (en espagnol : Premio Nacional del Cómic) est un prix doté de 30 000 € remis chaque année en novembre depuis 2007 par le ministère de la culture espagnol pour récompenser le ou les auteurs d'une bande dessinée espagnole parue l'année précédente.
Créé après l'adoption à l'unanimité en avril 2006 d'une résolution parlementaire présentée par la députée socialiste catalane Carme Chacón,, il fait partie des prix nationaux remis depuis les années 1920 à des créateurs espagnols.
Bien qu'à sa création il ait été doté de 15 000 € alors que d'autres prix nationaux l'étaient à hauteur du double, sa mise en place marque « une reconnaissance non seulement culturelle mais aussi sociale accordée à un secteur qui a joué un rôle historique de premier ordre dans le pays ». Ses premiers choix ont été bien jugés par la presse espagnole.

## Auteurs primés
| Année | Auteur(s) récompensé(s)                                                                                | Album récompensé                                                   |
| ----- | --- | ------------------------------------------------------------------ |
| 2007  | Max | Bardin le superréaliste (es) (Bardín el Superrealista)             |
| 2008  | Paco Roca                                                                                              | Rides (Arrugas)                                                    |
| 2009  | Felipe Hernández Cava (scénario) et Bartolomé Seguí (dessin)                                           | Les Serpents aveugles (es) (Las serpientes ciegas)                 |
| 2010  | Antonio Altarriba (scénario) et Kim (dessin)                                                           | L'Art de voler (El arte de volar)                                  |
| 2011  | Santiago Valenzuela                                                                                    | Las aventuras del Capitán Torrezno (es) t. 7 : Plaza elíptica      |
| 2012  | Alfonso Zapico                                                                                         | James Joyce, l'Homme de Dublin (es) (Dublinés)                     |
| 2013  | Miguelanxo Prado                                                                                       | Ardalén                                                            |
| 2014  | Juan Diaz Canales (scénario) et Juanjo Guarnido (dessin)                                               | Blacksad, t. 5 : Amarillo                                          |
| 2015  | Santiago García (scénario) et Javier Olivares (dessin)                                                 | Les Ménines (Las Meninas)                                          |
| 2016  | Pablo Auladell                                                                                         | Le Paradis perdu de John Milton (El paraíso perdido)               |
| 2017  | Rayco Pulido                                                                                           | Lamia                                                              |
| 2018  | Ana Penyas (es)                                                                                        | Nous allons toutes bien (Estamos todas bien)                       |
| 2019  | Cristina Durán Costell (es) (dessin) Miguel Ángel Giner Bou (ca) et Laura Ballester Beneyto (scénario) | El día 3                                                           |
| 2020  | Javier de Isusi (es)                                                                                   | La Divine Comédie d'Oscar Wilde (La divina comedia de Oscar Wilde) |
| 2021  | Diego Corbalán Hernández (« Magius »)                                                                  | Primavera para Madrid                                              |
| 2022  | Paco Sordo (es)                                                                                        | El Pacto                                                           |
| 2023  | Borja González (es)                                                                                    | Nuit couleur larme (Grito nocturno)                                |